# سیارک ۹۴۶۰
سیارک ۹۴۶۰ (به انگلیسی: 9460 McGlynn، نامگذاری:1998HS30) نه هزار و چهارصد و شصتمین سیارک کشف شده‌است که در ۲۹ آوریل ۱۹۹۸ کشف شد.
قدر مطلق سیارک برابر ۱۳٫۴۰ است.